# کلیباناری

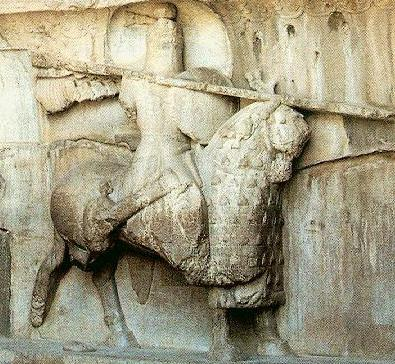
تمثال کلیباناری

کلیباناری (به معنی «زره پوش» برگرفته از عبارت پهلوی «grīwbānar» یا «grīva-pāna-bara» به معنی «پوشنده محافظ گردن») واحدی نظامی متشکل از اسب سواران کاملاً زره پوش بودند که در سپاه ایران ساسانی و پس از آن روم (در دوره پایانی) و بیزانس خدمت می‌کردند. این سواران و اسبانشان به مانند کاتافراکت‌ها خود را به شکل کامل با زره می‌پوشاندند.
ساسانیان این سواران را در مرزهای غربی خود و در بیشتر مواقع در مقابله با روم شرقی به خدمت می‌گرفتند که از همتایان رومی خود تجهیزات سنگین‌تر و زره مستحکم تری داشتند. امیانوس مارسلینوس، تاریخ نگار رومی سده چهارم میلادی که در سپاه کنستانتیوس دوم در گُل و مرزهای ایران خدمت کرد، در دوره امپراتور ژولیان به جنگ با ایرانیان پرداخت و در عقب نشینی امپراتور ژوویان از سرحدات ساسانی نیز شرکت داشت، کلیباناری‌های سپاه شاپور دوم را چنین توصیف کرده است:

تمام گروهان لباس آهنین بر تن داشتند و تمام بدنشان با صفحات ضخیم پوشانده شده بود، آنچنان که مفاصل بین صفحات با مفاصل بدنشان منطبق بود؛ کلاه خودهایشان چنان ماهرانه بر سر نصب شده بود - و از آنجا که تمام بدنشان با فلز پوشیده بود- پیکان‌هایی که بر آن‌ها فرو می‌آمد تنها می‌توانست بر منافذ کوچکی که در مقابل مردمک چشمانشان وجود داشت یا سوراخ کوچکی در مقابل بینی که از آن می‌توانستند اندکی نفس بگیرند فرو رود. چندی از آنان مسلح به نیزه‌های بلند چنان بی‌حرکت ایستاده بودند که گویی با بندهایی برنزی ثابت نگاه داشته شده‌اند. 

ایرانیان مقابل صفی بهم فشرده از سواران زره پوش با نظمی چنان فشرده بودند که درخشش بدن‌های متحرک و پوشیده با صفحات فلزی چشمان هرکه به آن‌ها نگاه می‌کرد را خیره می‌نمود، در حالی که تمام بدن اسبان با پوشش‌هایی چرمین محافظت می‌شد.